# Улица Алексея Дикого
У́лица Алексе́я Ди́кого (до 1965 — Интернациона́льный проспе́кт) — улица в Восточном административном округе города Москвы на территории района Новогиреево. Расположена параллельно Союзному проспекту, начинаясь от Мартеновской улицы, далее пересекает Седьмой проспект, Шестой проспект, Пятый проспект, Свободный проспект, Третий проспект и заканчивается примыканием ко Второму проспекту. Нумерация домов начинается от Мартеновской улицы.

## Происхождение названия
Названа 3 мая 1965 года в честь Алексея Денисовича Дикого (1889—1955), народного артиста СССР, долгое время жившего на этой улице. Первоначальное название — Интернациональный проспект, было дано в 1920-х годах века в период застройки территории района Перово Поле. Сохранился деревянный одноэтажный дом актёра, в настоящее время окружённый панельными многоэтажными домами. Сейчас в доме до сих пор живут люди.

## Здания и сооружения
По чётной стороне:
- № 16 — Дом-дача А. Д. Дикого (1890, архитектор В. Г. Ульянинский)[4], ныне — дом-музей А. Д. Дикого;
- № 18а — Московский институт управления (МИУ), школа № 787.

## Транспорт
- Станция метро «Новогиреево».
- Платформа «Новогиреево».